# Tragia arnhemica
Tragia arnhemica är en törelväxtart som beskrevs av Paul Irwin Forster. Tragia arnhemica ingår i släktet Tragia och familjen törelväxter.
Artens utbredningsområde är Northern Territory, Australien. Inga underarter finns listade i Catalogue of Life.